# Sai Noi (huyện)
Sai Noi (tiếng Thái: ไทรน้อย) là huyện (amphoe) cực tây bắc của tỉnh Nonthaburi, miền trung Thái Lan.

## Địa lý
Các huyện giáp ranh (từ phía bắc theo chiều kim đồng hồ) là Lat Bua Luang tỉnh Ayutthaya) Lat Lum Kaeo (tỉnh Pathum Thani), Bang Bua Thong, Bang Yai, và các huyện Phutthamonthon và 
Bang Len của tỉnh Nakhon Pathom.

## Lịch sử
Ban đầu, khu vực này thuộc quản lý của huyện Bang Bua Thong. Ngày 1 tháng 1 năm  1948, 4 tambon đã được tách ra để lập tiểu huyện mới (king amphoe) Sai Noi. Ngày 6 tháng 6 năm 1956, tiểu huyện được nâng thành huyện.
Năm 1971, tambon Khun Si được chuyển từ huyện Bang Len (Nakhon Pathom) sang Si Noi.
Năm 1979, phía nam của tambon Rat Niyom lập thành tambon Khlong Khwang. Năm sau, phần phía nam của tambon Sai Noi được tách ra để lập tambon Thawi Watthana.

## Hành chính
Huyện này được chia thành 7 phó huyện (tambon), các đơn vị này lại được chia ra thành 67 làng (muban). Sai Noi là thị trấn (thesaban tambon) nằm trên một phần của tambon Sai Noi và Khlong Khwang. Có 7 Tổ chức hành chính tambon.
| STT | Tên             | Tên tiếng Thái | Số làng |  |  |
| 1.  | Sai Noi         | ไทรน้อย         | 11      |  |  |
| 2.  | Rat Niyom       | ราษฎร์นิยม       | 8       |  |  |
| 3.  | Nong Phrao-ngai | หนองเพรางาย    | 12      |  |  |
| 4.  | Sai Yai         | ไทรใหญ่         | 11      |  |  |
| 5.  | Khun Si         | ขุนศรี           | 8       |  |  |
| 6.  | Khlong Khwang   | คลองขวาง       | 9       |  |  |
| 7.  | Thawi Watthana  | ทวีวัฒนา         | 8       |  |  |